# 딜런 글룰라
딜런 걸룰라(Dylan Gelula, 1994년 ~ )는 미국의 배우이다.

## 출연 작품
- 드림 시나리오 (2023) - 몰리 역
- 호스 걸 (2020)
- 그녀들을 도와줘 (2018)
- 플라워 (2017)
- 내가 처음으로 사랑한 소녀 (2016)